# Saíra-de-papo-preto
Tangará-guirá ou saíra-de-papo-preto (Hemithraupis guira) é uma espécie de ave da família Thraupidae.
Pode ser encontrada nos seguintes países: Argentina, Bolívia, Brasil, Colômbia, Equador, Guiana Francesa, Guiana, Paraguai, Peru, Suriname e Venezuela. Seus habitats naturais são: florestas subtropicais ou tropicais húmidas de baixa altitude e florestas secundárias altamente degradadas.